# 魔戒杯プロ囲棋戦
魔戒杯プロ囲棋戦（まかいはい-いきせん、魔戒盃職業圍棋賽）は、台湾の囲碁の棋戦。2002年に開始、2004年第4期までで終了。「魔戒」は「指輪物語」の台湾訳の意味です。
- 主催 台湾棋院
- 優勝賞金 (1期)10万元、(2-4期)15万元

## 方式
- 第1期はリーグ戦で優勝者を決定。

第2期勝抜戦優秀者によるトーナメント戦。
第3-4期はトーナメント戦で、決勝は三番勝負。

## 歴代優勝者と決勝戦
（左が優勝者、第1期は1-2位者）
1. 2002年 陳逸達(5-1)、黄祥任(4-2)
2. 2003年 林至涵 - 黄祥任
3. 2004年 林至涵 2-1 蕭正浩
4. 2004年 周俊勲 2-1 林至涵